# Acacia brachystachya
Acacia brachystachya és una espècie de planta de la família de les lleguminoses que es distribueix per tota Austràlia, amb excepció de Victòria. És un arbust que es troba sobre sòls sorrencs i argilosos, sobretot a pendents de sorra i crestes de muntanya rocoses.
Creix com un alt i frondós arbust de 5 m, amb tiges que es trenen i s'estenen. Com la majoria de les espècies del gènere Acàcia, té fil·lodis lloc de fulles veritables. Aquestes poden mesurar fins a 15 cm de longitud i, majoritàriament, mesuren d'1 a 2 mm d'amplada. Floreix a l'octubre amb unes flors de color groc, agrupades en raïms cilíndrics d'uns 2 cm de longitud. Les beines són llargues i rectes, de fins a 8 cm de longitud i 8 mm d'ample.
El parent més proper d'A. brachystachya és A. ramulosa, del qual difereix per les seves beines més petites que són ovalades en secció transversal, per les seves flors més petites amb pètals que tenen pèls menys densos i, en general, més curts, i pels seus fil·lodis generalment més estrets.